# 漁民
漁民又名漁夫，是以捕鱼为职业和收入来源的人。渔夫从事的产业团体称作渔业，屬第一產業，是水产业中重要的组成部分。漁夫捕鱼时使用的水面载具称为渔船，使用的工具称作渔具，其活动作业的水域称为渔场。而在街市賣魚的人员是魚販而非渔夫（虽然有些漁夫也兼职卖鱼），按社會分工屬於第三產業的活動。

## 社區
對於一些漁村而言，捕魚不僅提供了食物和工作的來源，還提供了社區和文化認同。

## 圖冊

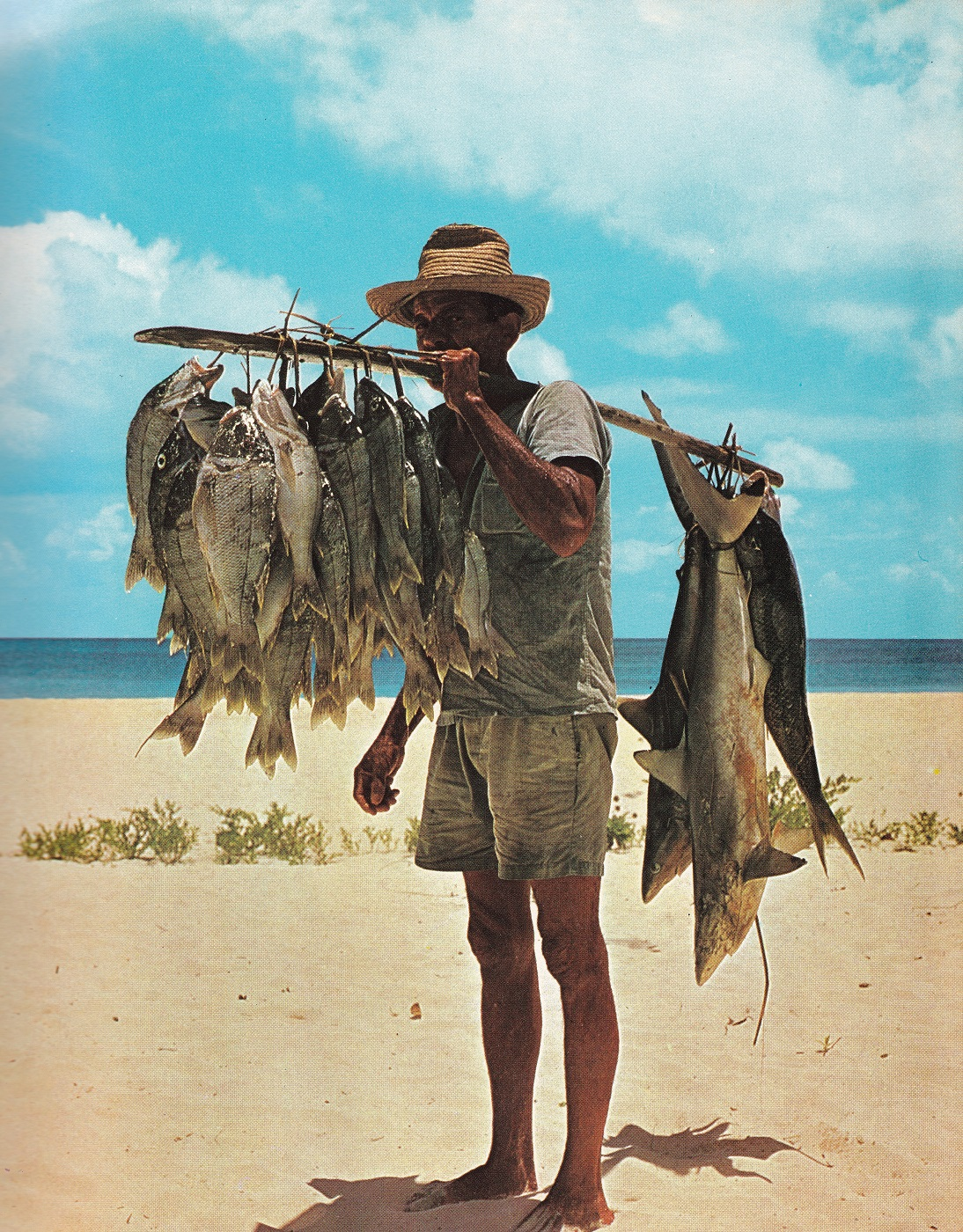
在塞席爾離岸數英里的地方，一位漁夫和他的漁獲物，包括小鯊魚，被鉤在手繩上
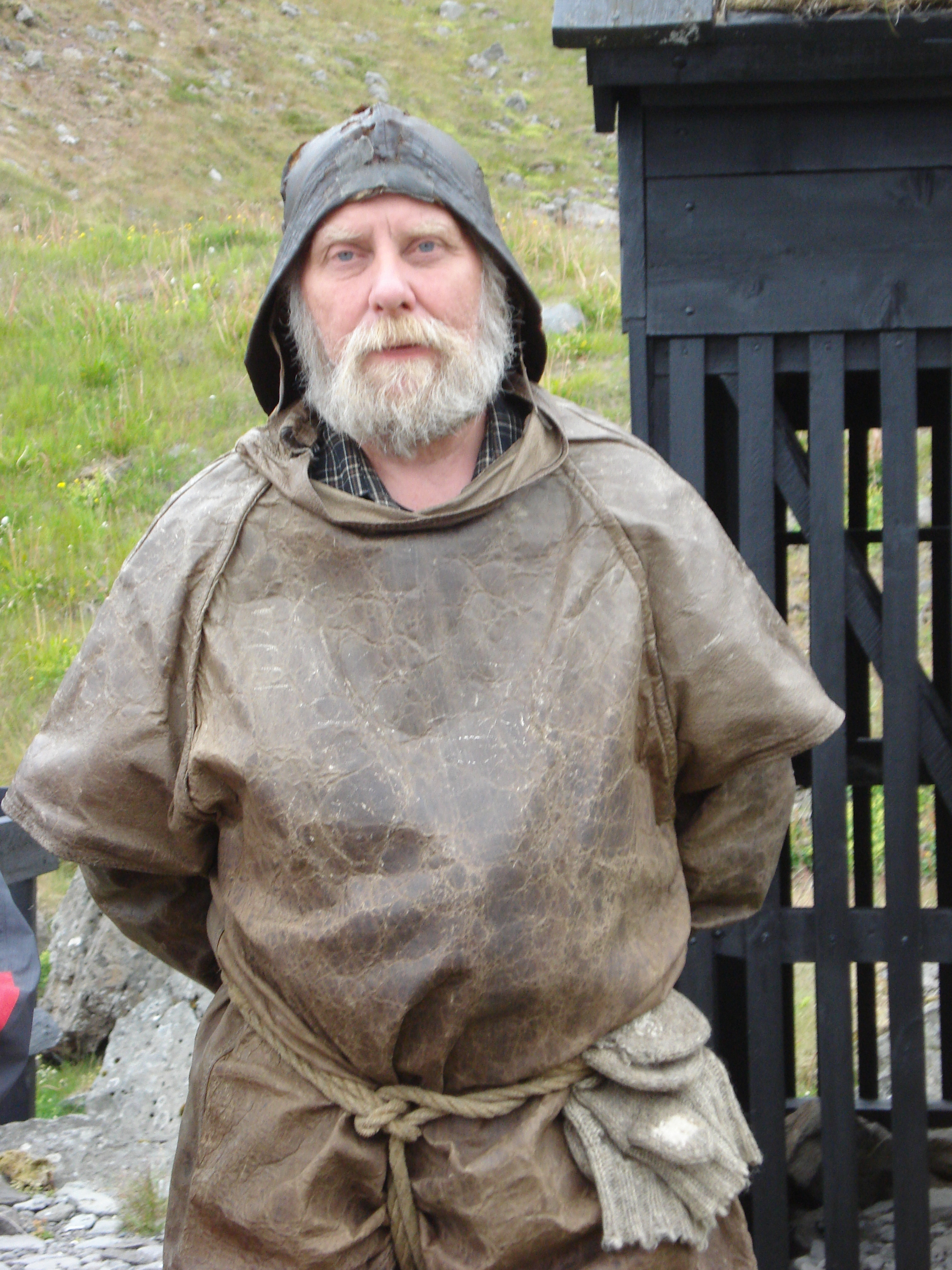
傳統的冰島漁夫
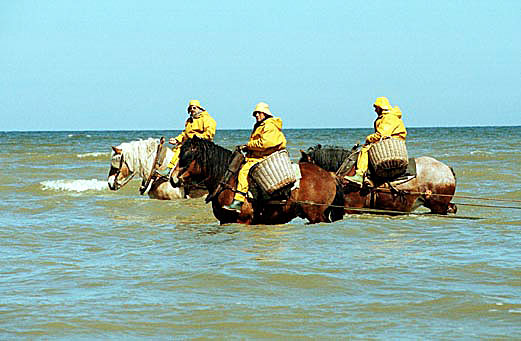
騎在馬背上的比利時捕蝦人
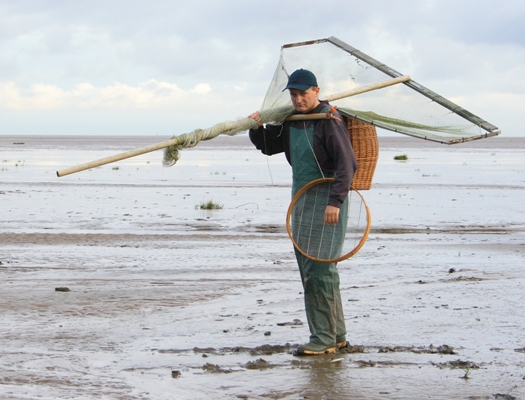
帶著推網的英國捕蝦人
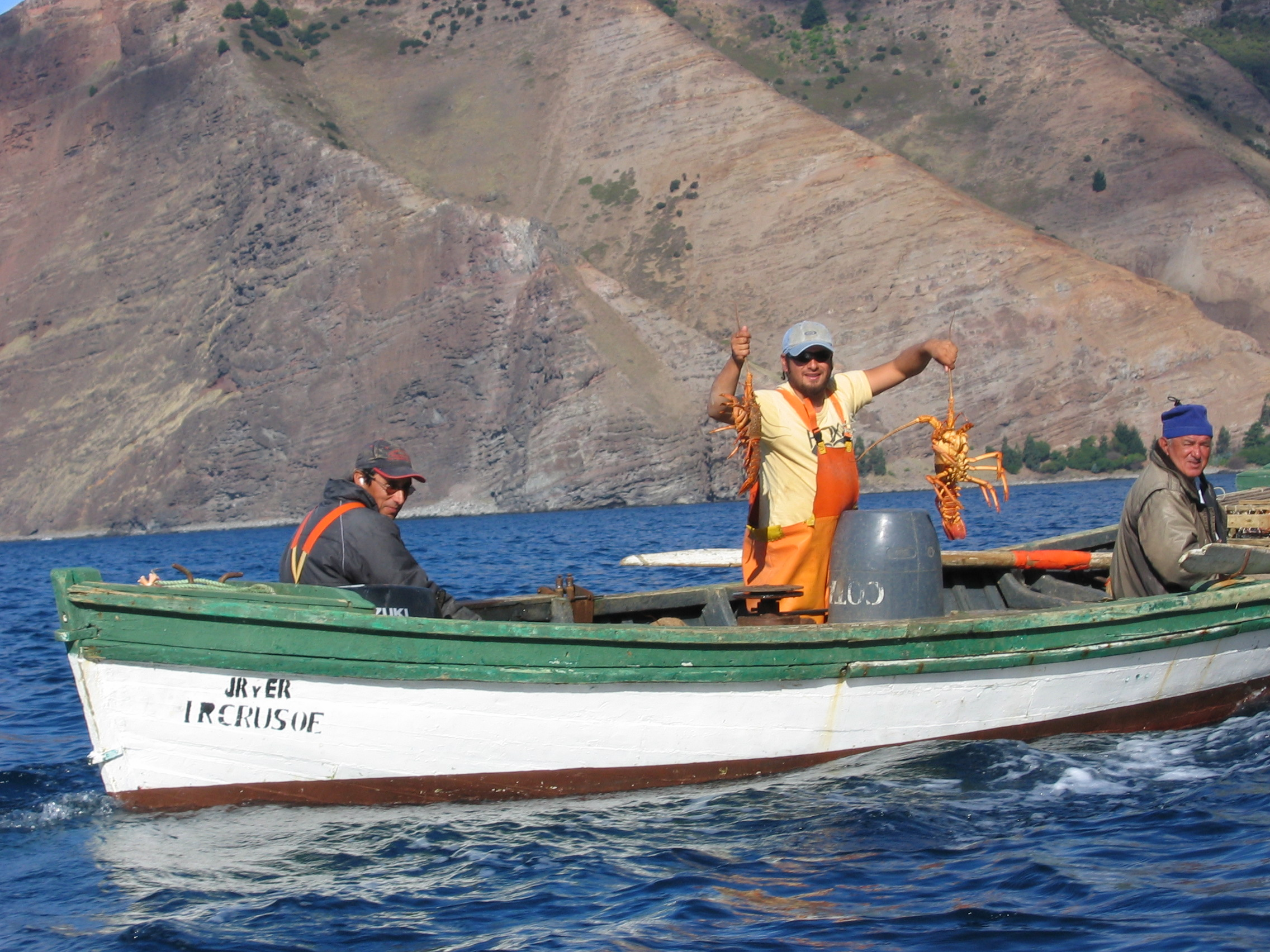
智利漁民與龍蝦
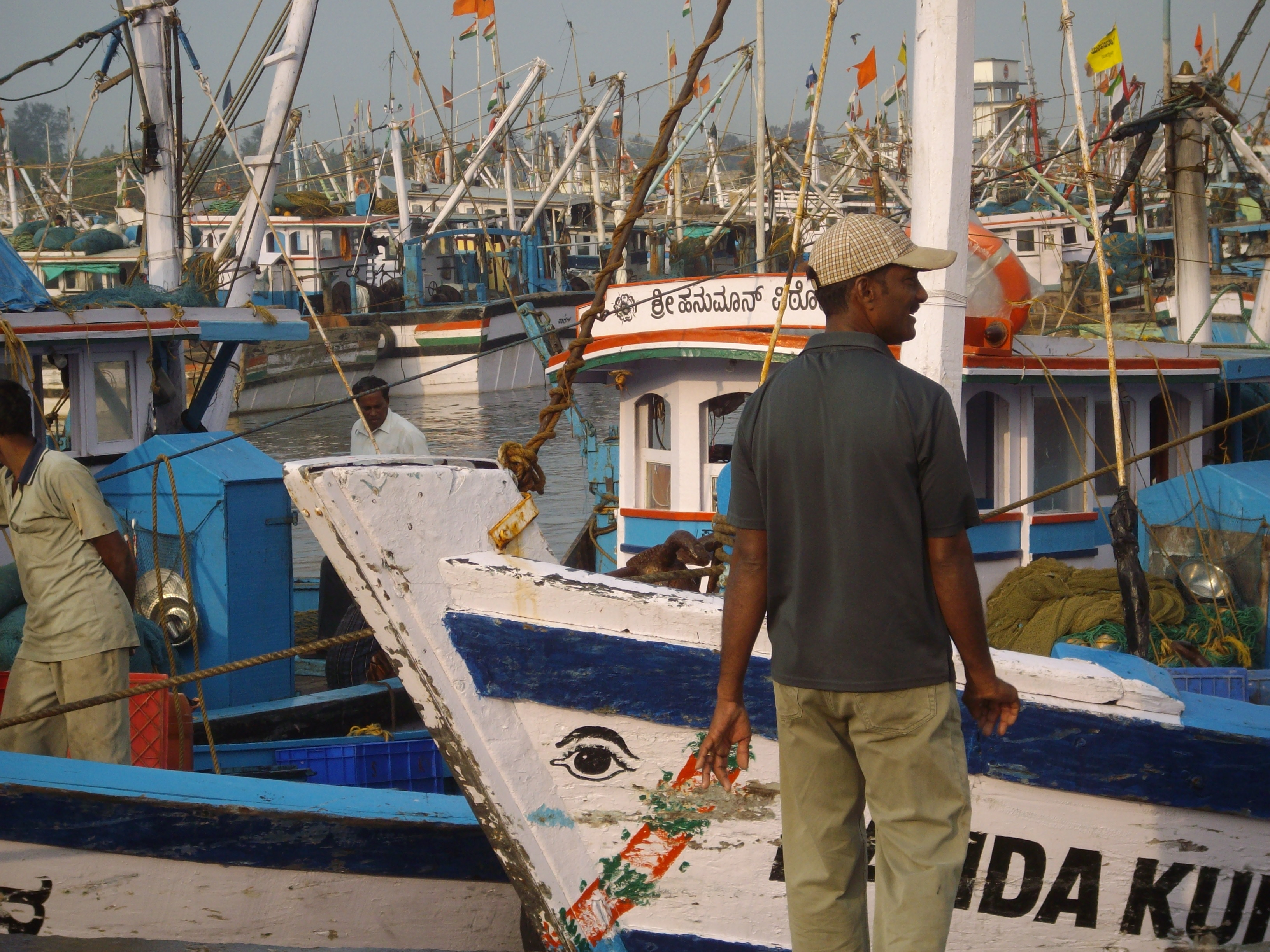
印度漁夫
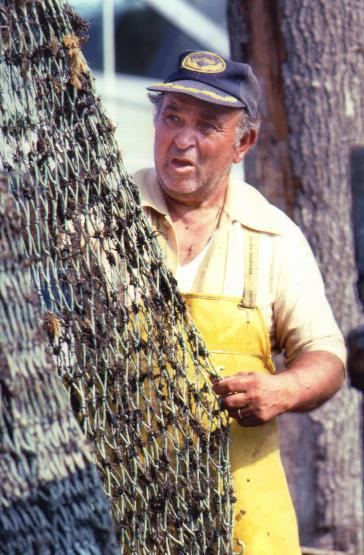
長島漁夫
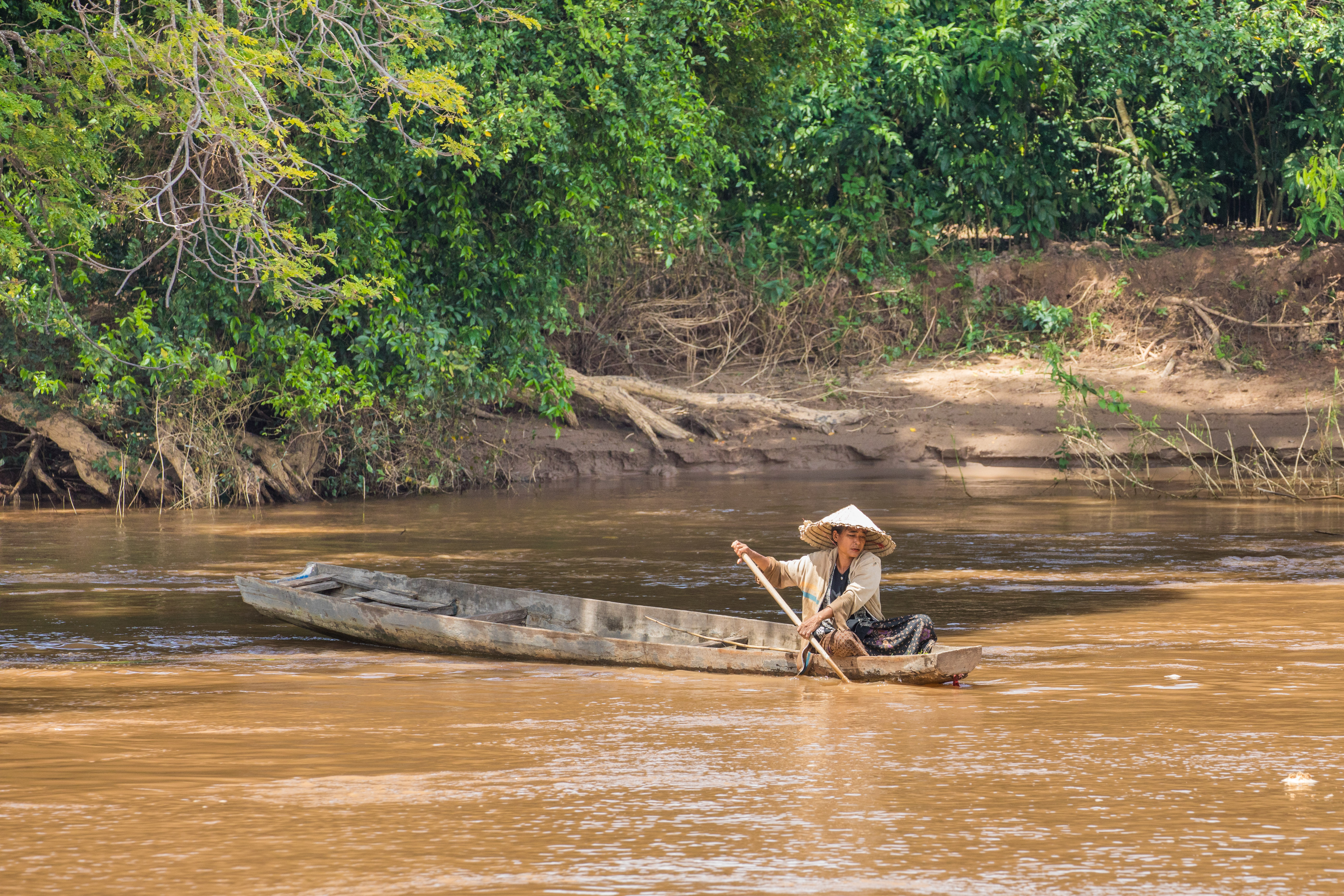
在寮國釣魚的女人